# ヘンリー・プリティー (第2代ダナリー男爵)
第2代ダナリー男爵ヘンリー・サドラー・プリティー（Henry Sadleir Prittie, 2nd Baron Dunalley FSA、1775年3月3日 – 1854年10月19日）は、イギリスの政治家、アイルランド貴族。アイルランド庶民院議員、連合王国庶民院議員、アイルランド貴族代表議員を歴任した。弟フランシス・アルドバラの野党活動により、官職任命やアイルランド貴族代表議員選出の機会に恵まれなかったが、弟が野党活動を止めた後の1828年に貴族代表議員に選出された。

## 生涯
初代ダナリー男爵ヘンリー・プリティーと妻キャサリン（Catherine、1821年2月26日没、フランシス・サドラーの娘）の長男として、1775年3月3日にティペラリー県キルボイ（Kilboy）で生まれた。
ホイッグ党に属し、1797年から1800年までカーロウ選挙区選出のアイルランド庶民院議員を務めた。1800年合同法の施行により連合王国庶民院が設立されると、連合王国議会のカーロウ選挙区の代表として議員を続投したが、そのわずか2日後、1801年1月3日に父が死去した。これによりダナリー男爵位を継承して、庶民院議員を退任した。
爵位を継承した後の18年間は主にアイルランドに住んだ。1809年にアイルランド貴族代表議員への就任を望んだが、アイルランド総督の第4代リッチモンド公爵は1811年に「ダナリー卿はいかなる党派とも繋がっていないと主張したが、彼は確実に野党寄りである」と述べ、貴族代表議員への選出に反対した。ダナリーは1818年にもアイルランド主席政務官ロバート・ピールに貴族代表議員選出を申請したが、ピールは何もできないと返答した。
1819年5月、オークハンプトン選挙区の補欠選挙に出馬して、無投票で連合王国庶民院議員に当選した。この時期のオークハンプトンはサヴィル家の指名選挙区であり、ダナリーは金銭を支払って当選したとされる。続く1820年イギリス総選挙でも同様に支払い、無投票で再選した。1819年7月1日、ロンドン考古協会フェローに選出された。
連合王国庶民院では野党に属する弟フランシス・アルドバラと違って与党に属し、1821年に選挙法改正に反対票を投じた。1824年5月に議席を義兄弟ウィリアム・ヘンリー・トラントに譲り、議員を退任した。
1823年に再び貴族代表議員選出をピールに申請して失敗し、1825年には首相リヴァプール伯爵がダナリーの貴族代表議員選出を真剣に検討すべきだと述べた。政府の態度が変わった理由について、『英国議会史』は弟が野党活動を止めたためだとした。その後、ダナリー男爵は1828年12月19日にアイルランド貴族代表議員に選出され、1854年に死去するまで務めた。ティペラリー県におけるダナリー男爵のライバルであるグレンゴール伯爵は先を越された形になり、驚きと屈辱を感じたという。貴族院では首相グレイ伯爵による第1回選挙法改正を支持した。
1854年10月19日にキルボイで死去、ティペラリー県キルモア（Kilmore）で埋葬された。2度の結婚で子女をもうけず、爵位は弟フランシス・アルドバラの息子ヘンリーが継承した。

## 家族
1802年7月10日、ダブリンでマリア・トラント（Maria Trant、1819年10月15日没、ドミニク・トラントの娘）と結婚したが、2人の間に子供はいなかった。
1826年2月10日、エミリー・モード（Emily Maude、1795年ごろ – 1884年2月10日、初代ハワーデン子爵コーンウォリス・モードの娘）と再婚したが、2人の間に子供はいなかった。